# Shoo bre
Shoo bre är en ungdomsroman av Douglas Foley från 2003 som belönades 2004 med Nils Holgersson-plaketten. Shoo bre har dessutom filmatiserats och hade biopremiär i februari 2012. 